# Vasoldsberg
Vasoldsberg é um município da Áustria, situado no distrito de Graz-Umgebung, na estado da Estíria. Tem 28,08 km² de área e sua população em 2019 foi estimada em 4.606 habitantes.